# From Tha Streets 2 Tha Suites
From tha Streets 2 tha Suites é o décimo oitavo álbum de estúdio do rapper estadunidense Snoop Dogg. Foi lançado em 20 de abril de 2021 pelas editoras discográficas Doggystyle Records e Create Music Group.

## Antecedentes
Snoop Dogg anunciou o álbum em 29 de março de 2021, junto com o vídeo do single "Roaches in My Ashtray", que foi lançado em 2 de abril. Ele anunciou a data de lançamento do álbum em 7 de abril de 2021.

## Recepção da crítica
O álbum foi bem recebido pela crítica especializada. O crítico Chase McMullen do portal Beats Per Minute deu ao disco 71 pontos de 100 possíveis. Paul A. Thompson do Pitchfork elogiou a sutileza na voz do rapper e a forma como ele se renova vocalmente.

## Lista de faixas
| N.º            | Título                                        | Produtor(s)                           | Duração |  |
| 1.             | "CEO"                                         | Rick Rock                             | 3:25    |  |
| 2.             | "Roaches in My Ashtray"                       | ProHoeZak                             | 3:32    |  |
| 3.             | "Gang Signs" (com Mozzy)                      | The Mekanix                           | 4:54    |  |
| 4.             | "Talk Dat Shit to Me" (com Kokane)            | Battlecat Amplified                   | 3:29    |  |
| 5.             | "Sittin' on Blades"                           | DJ Battlecat Terrace Martin DJ Camper | 3:31    |  |
| 6.             | "Say It Witcha Booty" (com ProHoeZak)         | ProHoeZak                             | 2:42    |  |
| 7.             | "Get Yo Bread Up" (com Larry June)            | The Mekanix                           | 4:12    |  |
| 8.             | "Fetty in the Bag" (com Tha Eastsidaz)        | Amplified                             | 3:15    |  |
| 9.             | "Look Around" (com J-Black)                   | Nottz                                 | 3:38    |  |
| 10.            | "Left My Weed" (com Devin the Dude e J-Black) | Soopafly                              | 4:08    |  |
| Duração total: | Duração total:                                | Duração total:                        | 36:46   |  |

## Histórico de lançamento
| País           | Data                | Formato                               | editora discográfica          | Referência |
| -------------- | ------------------- | ------------------------------------- | ----------------------------- | ---------- |
| Estados Unidos | 20 de abril de 2021 | Descarga digital Transmissão contínua | Doggystyle Create Music Group | [ 6 ]      |